# Lithobius subtilis
Lithobius subtilis är en mångfotingart som beskrevs av Robert Latzel 1880. Lithobius subtilis ingår i släktet Lithobius och familjen stenkrypare. Inga underarter finns listade i Catalogue of Life.